# Araneus circulissparsus
Araneus circulissparsus este o specie de păianjeni din genul Araneus, familia Araneidae. A fost descrisă pentru prima dată de Keyserling, 1887.
Este endemică în New South Wales. Conform Catalogue of Life specia Araneus circulissparsus nu are subspecii cunoscute.